# Антоній (Пухкан)
Єпископ Антоній (справжнє ім'я Дмитро Ілліч Пухкан; народився 27 серпня 1974 року в м.Рига) — єпископ РПЦвУ, єпископ Корсунь-Шевченківський, вікарій Черкаської єпархії РПЦвУ. За даними OSINT-розслідування групи Molfar є громадянином Росії.

## Біографія
Народився 27 серпня 1974 року в Ризі Латвійської РСР в сім'ї військовослужбовця.
У 1991 році після закінчення середньої школи № 75 міста Миколаїв вступив до Миколаївського медичного училища, яке закінчив на відмінно в 1994 році.
У 1994 році вступив до Калузького Духовного училища, яке з благословення Святішого Патріарха Московського і всієї Русі Олексія II 20 січня 1997 року було перетворено в Духовну Семінарію. У 1998 році закінчив Калузьку духовну семінарію.
У 1998 році вступив на очне відділення Московської духовної академії, яку закінчив у 2002 році і був направлений Навчальним комітетом при синоді РПЦ у розпорядження митрополитаВолодимира (Сабодана). 22 липня 2002 року призначений на парафію на честь преп. Евфросинії Полоцької в м. Києві як штатний псаломщик.
4 листопада 2007 року в Трапезному храмі Успенської Києво-Печерської Лаври архієпископом Вишгородським Павлом (Лебедем) рукопокладений у сан диякона і направлений для служіння в храм преподобної Євфросинії Полоцької міста Києва.
13 листопада 2007 року призначений прес-секретарем Синодального відділу у справах молоді Української Православної церкви, і, одночасно, з квітня 2008 року — прес-секретарем Сектора духовно-просвітницьких проектів Української Православної Церкви..
3 квітня 2008 року в храмі преподобного Антонія Печерського в Ближніх печерах Києво-Печерської Лаври пострижений у мантію з нареченням імені Антоній на честь преподобного Антонія Києво-Печерського.
До свята Святої Пасхи 2010 року зведений в сан архідиякона.
З лютого 2011 року ніс послух старшого архієрейського диякона при вікарії Київської митрополії РПЦвУ єпископі Броварському Феодосії (Снігірьові).
28 серпня 2011 року рукопокладений у сан священика єпископом Снігірьовим у Воскресенському храмі Києва.
15 жовтня 2011 року призначений секретарем Броварського вікаріатства Київської єпархії зі зведенням у сан архімандрита за посадою.
З 2011 по 2021 рік послідовно був кліриком храмів м. Києва: Воскресенського (Афганського) в Печерському районі, Хрестовоздвиженського в Подільському районі, Свято-Введенського Обиденного в Голосіївському районі м. Києва. З 2013 р. по 2020 р. — секретар єпископа (архієпископа) Феодосія (Снігірьова), керуючого Північним вікаріатством м. Києва. З серпня 2020 року ніс послух секретаря-референта керуючого Черкаською єпархією, архієпископа Черкаського і Канівського Феодосія..

### Родина
Брат — випускник 3-го факультету ВДА (оперативно-тактична розвідка) Олександр Пухкан. Навчався в Мінському Суворовському училищі. Потім був переїзд до Росії — служба в окремій розвідувальній роті ВДВ в Іваново (в/ч 65391) і 45-му полку спецназу ВДВ в Кубинці (в/ч 28337). Командував диверсійною групою ГРУ в Сирії, Криму і на Донбасі, а в 2015 році несподівано помер від інсульту.

### Архієрейство
12 травня 2021 року рішенням синоду РПЦвУ був обраний єпископом Корсунь-Шевченківським, вікарієм Черкаської єпархії.
5 червня 2021 року у Свято-Троїцькому храмі Пантелеімонівського жіночого монастиря Митрополит Київський і всієї України Онуфрій очолив чин наречення архімандрита Антонія (Пухкана) на єпископа Корсунь-Шевченківського, вікарія Черкаської єпархії.
6 червня 2021 року в Успенському соборі Успенської Києво-Печерської Лаври хіротонісаний на єпископа Корсунь-Шевченківського, вікарія Черкаської єпархії. Хіротонію звершили: митрополит Київський і всієї України Онуфрій (Березовський), митрополит Вишгородський і Чорнобильський Павел (Лебідь), митрополит Бориспільський і Броварський Антоній (Паканич), митрополит Дніпропетровський і Павлоградський Іриней (Середній), митрополит Ніжинський і Прилуцький Климент (Вечеря), митрополит Вінницький і Барський Варсонофій (Столяр), архієпископ Бучанський Пантелеімон (Бащук), архієпископ Городницький Олександр (Нестерчук), архієпископ Черкаський і Канівський Феодосій (Снігірьов), архієпископ Вознесенський і Первомайський Алексій (Шпаков), архієпископ Васильківський Миколай (Поштовий), єпископ Золотоніський Іоанн (Вахнюк), єпископ Баришівський Віктор (Коцаба), єпископ Білогородський Сильвестр (Стойчев), єпископ Макарівський Гедеон (Харон), єпископ Переяслав-Хмельницький Діонісій (Пилипчук), єпископ Вишневський Спиридон (Романов), єпископ Ірпінський Лавр (Березовський), єпископ Бородянський Марк (Андрюк).

## Примітка
1. ↑  Реєстр церковних лідерів УПЦ МП зі зв'язками в росії — OSINT-розслідування. molfar.com. Процитовано 20 квітня 2024.
2. 1 2 3 4 5 6 7 8 9 10 11 12  Архівована копія. Архів оригіналу за 24 квітня 2022. Процитовано 24 травня 2022.{{cite web}}:  Обслуговування CS1: Сторінки з текстом «archived copy» як значення параметру title (посилання)
3. ↑  Женский дом: где и под каким прикрытием работают бывшие соседи по общежитию для нелегалов ГРУ. The Insider (рос.). Процитовано 20 лютого 2023.
4. ↑  Состоялось первое в 2021 году заседание Священного Синода Украинской Православной Церкви. Православная Жизнь. 12 травня 2021. Архів оригіналу за 1 листопада 2021. Процитовано 5 листопада 2021.
5. ↑  Предстоятель возглавил чин наречения архимандрита Антония (Пухкана) во епископа Корсунь-Шевченковского. Украинская Православная Церковь. 5 червня 2021. Архів оригіналу за 1 листопада 2021. Процитовано 5 листопада 2021.
6. ↑  Архимандрит Антоний (Пухкан) хиротонисан во епископа Корсунь-Шевченковского. Православная Жизнь. 7 червня 2021. Архів оригіналу за 1 листопада 2021. Процитовано 5 листопада 2021.

| Петро Могила | Це незавершена стаття про православного релігійного діяча чи діячку. Ви можете допомогти проєкту, виправивши або дописавши її. |